# BP 18-98-01
Tàu BP-20-19-01 thuộc biên chế của Hải đội 2, Bộ Chỉ huy Bộ đội Biên phòng Tỉnh Sóc Trăng, Bộ đội Biên phòng Việt Nam. Đóng tại Sóc Trăng. Có nhiệm vụ tuần tra bảo vệ vùng biển, phối hợp tìm kiếm cứu nạn trên biển và phòng chống lụt bão.

## Thiết kế
Tàu BP 18-98-01 là tuần tra cao tốc vỏ hợp kim nhôm do công ty TNHH Một thành viên đóng tàu Hồng Hà thuộc Tổng cục Công nghiệp Bộ Quốc phòng sản xuất. Tàu BP 15-98-01 là loại tàu chạy trên biển có 2 hệ trục chân vịt, 2 buồng máy, có 2 vị trí điều khiển (đài lái chính và đài lái phụ trên nóc cabin lái). Tàu có tốc độ cao, khả năng linh hoạt tốt.
Tàu có chiều dài 25.3m, chiều rộng 4.93m, chiều cao 2.86m, lượng giãn nước 47 tấn, sức chịu sóng gió không quá cấp 6, tốc độ 31 hải lý/giờ, tổng công suất 3.000 CV. Biên chế của tàu là 12 cán bộ chiến sĩ.